# Edward Neville Isdell

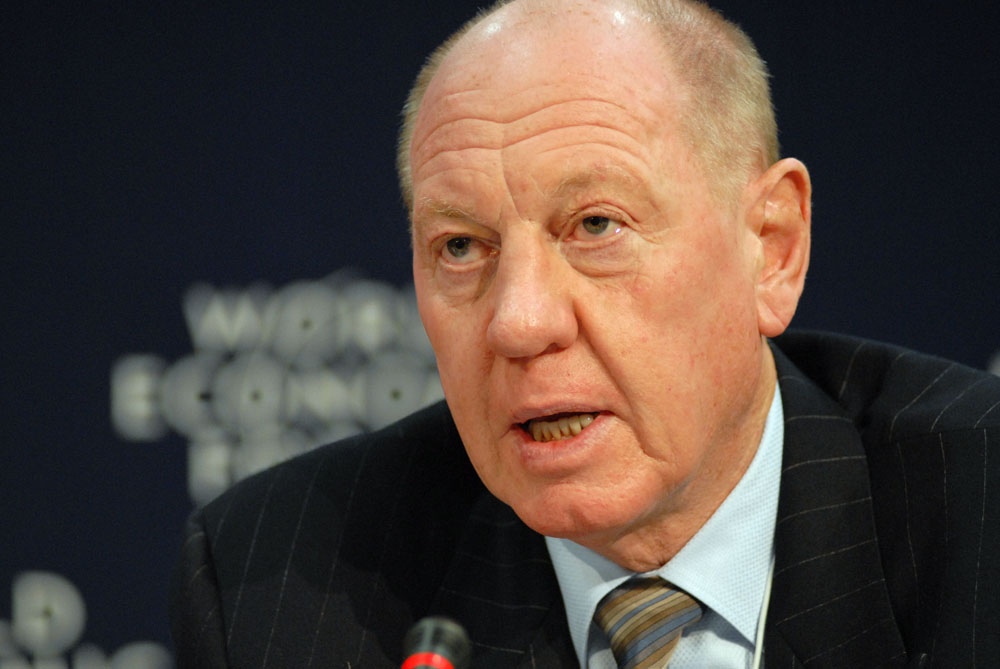
E. Neville Isdell (2008)

Edward Neville Isdell (* 8. Juni 1944 in Downpatrick, Nordirland) ist ein irischer Geschäftsmann und ehemaliger CEO der Coca-Cola Company.

## Ausbildung
Isdell hat einen Bachelor-Abschluss in Sozialwissenschaften von der University of Cape Town und einen Abschluss in „Harvard Business program for Management Development“ von der Harvard Business School.

## Karriere
Isdell zog mit zehn Jahren nach Sambia und fing mit 22 Jahren ab 1966 an, für die lokale Coca-Cola Company zu arbeiten. 1972 wurde er Geschäftsführer der Coca-Cola-Abfüllanlage in Johannesburg, der größten Coca-Cola-Anlage in Afrika. Isdell wurde 1980 Geschäftsführer für ganz Australien. 1981 wurde er Präsident für die Abfüllzusammenarbeit zwischen der Coca-Cola Company und der San Miguel Corporation auf den Philippinen. Dort baute er das Coca-Cola-Geschäft für das gesamte Land neu auf.
1985 zog Isdell nach Deutschland – er wurde Präsident der Coca-Cola Company für Zentraleuropa. Isdell verbrachte sein gesamtes Berufsleben seit seinem 22. Lebensjahr bei der Coca-Cola Company. Am 1. Juli 2008 wurde er von Muhtar Kent abgelöst.
Beeinflusst von seiner persönlichen Migrationsgeschichte gründete er 2016 das nationale irische Migrationsmuseum mit dem Namen EPIC The Irish Emigration Museum in Dublin.